# Serra do Rio do Rastro
Pour les articles homonymes, voir Rastro (homonymie).
La serra do Rio do Rastro est un massif montagneux du sud de l'État de Santa Catarina, au Brésil. Elle se trouve sur l'escarpement oriental de la serra Geral.
La route de la serra do Rio do Rastro offre des lacets spectaculaires, au milieu de forêts et cascades. Cette région constitue l'un des hauts-lieux touristiques de l'État.

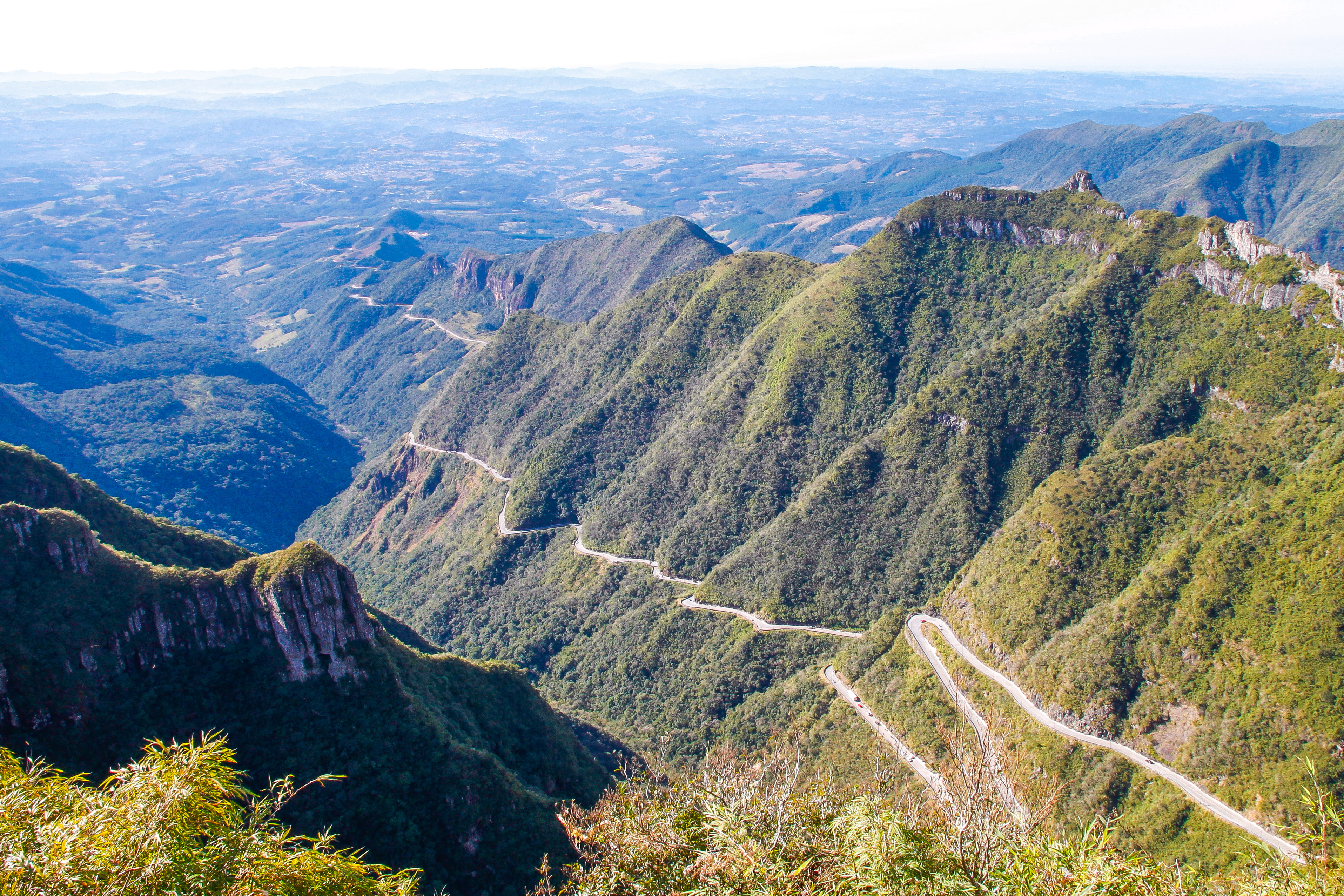
Vue de la route de la serra do Rio do Rastro.